# Session Man
Session Man ist ein US-amerikanischer Kurzfilm aus dem Jahr 1991.

## Handlung
Der alternde Gitarrist McQueen wird nachts von Mitarbeitern eines Musikstudios angerufen und gebeten, für die Rockband Raging Kings einige Stücke umzuschreiben. Der Bandgitarrist Dean Storm ist davon nicht begeistert und will mit den anderen Bandmitgliedern das Studio verlassen. Doch als sie McQueens Spiel hören, wollen die übrigen Mitglieder, dass er an Stelle von Storm die Band leitet. Da dies sein Lebenstraum ist, stimmt er zu.
Nach der Aufnahme kehrt Storm ins Studio zurück und will mit der Band alleine sprechen. Nach dem Gespräch geht einer der Musiker zu McQueen und teilt ihm mit, dass sie ohne ihn weitermachen werden. McQueen beendet seine Arbeit und geht nach Hause. Seine Frau wacht auf und fragt ihn nach dem Grund des Anrufs. McQueen sagt ihr, dass es nur eine Session war. Der Film endet mit einem in die Dunkelheit starrenden McQueen.

## Auszeichnungen
1992 wurde der Film in der Kategorie Bester Kurzfilm mit dem Oscar ausgezeichnet.